# 杜鸿渐
杜鸿渐（708年—769年），唐濮阳（今河南省濮阳市）人，字之选。进士及第，因安史之乱中迎立肃宗，受封卫国公，至代宗朝官至宰相。大历四年（769年）辞宰相职，三日后卒，年六十一岁。赠太尉，谥文宪。

## 子孙
- 杜收，戶部郎中
  - 杜翁慶
- 杜威
- 杜封
- 杜鼎，丹王府長史